# Royal Bahraini Air Force
La Royal Bahraini Air Force (RBAF) è l'aeronautica militare del Bahrein e parte integrante delle forze armate bahreinite. La forza aerea era conosciuta come Bahrain Amiri Air Force (BAAF), ma dopo le elezioni del 14 febbraio 2002, in cui lo Stato diventò una monarchia, le forze armate furono rinominate di conseguenza. L'aeronautica aveva 650 uomini in servizio nel 1992.

## Storia
La componente aerea delle Bahrain Defence Force (BDF) fu creata nel 1977 ed era basata solo su elicotteri. Nel 1986, furono acquistati alcuni jet F-5 dagli Stati Uniti.
Nel 1987, le forze armate furono riorganizzate con la separazione dell'esercito, della marina e dell'aeronautica. Quest'ultima, fu quindi chiamata Bahrain Amiri Air Force (BAAF). L'acquisto di uno squadrone di F-16 a partire dal 1990 segnò un ulteriore miglioramento delle capacità di combattimento della BAAF. Gli F-16 furono basati sulla "Shaikh Isa Air Base" insieme agli F-5. Durante la Guerra del Golfo, molti aerei della Aeronautica militare del Kuwait furono evacuati in Bahrain. Nell'ambito della stessa guerra, la BAAF effettuò la sua prima missione difensiva il 25 gennaio 1991 e la prima operazione offensiva a partire dal giorno successivo.
Un secondo lotto di F-16 fu consegnato a partire dal 2000. Il nuovo aereo è in grado di utilizzare i missili AIM-120 AMRAAM, mentre i vecchi F-16 subiranno un aggiornamento per usare gli AMRAAM. Per scopi di addestramento, sono stati ordinati alcuni Slingsby T-67 Firefly e BAE Hawk 100. Il primo addestratore è stato consegnato nell'ottobre 2006.
Nel 2007 fu annunciato che il Bahrein avrebbe acquistato nove elicotteri UH-60M, secondo un comunicato della Sikorsky; gli elicotteri erano destinati a diversi ruoli, tra i quali quello del C-SAR

## Aeromobili in uso
Sezione aggiornata in base al World Air Force di Flightglobal. Tale annuario non contempla aerei da trasporto VIP ed eventuali incidenti accorsi durante l'anno della sua pubblicazione.
| Aeromobile                           | Origine                | Tipo                                                                          | Versione (denominazione locale)                     | In servizio (2024)     | Note | Immagine               |
| Aerei da combattimento               | Aerei da combattimento | Aerei da combattimento                                                        | Aerei da combattimento                              | Aerei da combattimento | Aerei da combattimento | Aerei da combattimento |
| ------------------------------------ | ---------------------- | ----------------------------------------------------------------------------- | --------------------------------------------------- | ---------------------- | --- | ---------------------- |
| Lockheed Martin F-16 Fighting Falcon | Stati Uniti            | cacciabombardiereconversione operativacacciabombardiere conversione operativa | F-16C-40D/EF-16D-40D/EF-16V Block 70 F-16V Block 72 | 184                    | 8 F-16C Block 40 e 4 F-16D Block 40 ordinati nel marzo del 1987 nell'ambito del programma "Peace Crown", ricevuti a partire dal maggio del 1990. Ulteriori 10 F-16C ordinati a febbraio 1998 nell'ambito del programma "Peace Crown II", con consegne iniziate il 22 giugno 2000. Un F-16C è andato perso in Arabia Saudita, durante l'intervento in Yemen il 29 dicembre 2015. L'8 settembre 2017 è stata autorizzata la vendita al Bahrain di 19 nuovi Lockheed Martin F-16V l'aggiornamento della sua flotta di F-16C/D alla nuova versione. Il 22 giugno 2018 è stato firmato il contratto per l'acquisto di 16 nuovi F-16V block 70 (10 monoposto e 6 biposto) e l'aggiornamento a questo standard degli esemplari già in organico. Primi tre esemplari (due monoposto e un biposto) consegnati a marzo 2024. |                        |
| Northrop F-5 Tiger II                | Stati Uniti            | aereo da cacciaconversione operativa                                          | F-5EF-5F                                            | 12                     | 8 F-5E e 4 F-5F ricevuti a partire dall'ottobre del 1985. |                        |
| Aerei da trasporto                   |                        |                                                                               |                                                     |                        | |                        |
| Lockheed Martin C-130J Hercules II   | Stati Uniti            | aerei da trasporto                                                            | C5 (C-130J)                                         | 2                      | 2 C5 (C-130J a fusoliera corta) ex RAF aggiornati dalla Marshall Aerospace and Defence Group prima di essere immessi in servizio. |                        |
| Cessna 208 Caravan                   | Stati Uniti            | aerei da trasporto                                                            | C-208                                               | 1                      | |                        |
| Boeing 727                           | Stati Uniti            | aerei da trasporto                                                            | B 727-2M7                                           | 1                      | 1 |                        |
| Boeing 737                           | Stati Uniti            | aerei da trasporto                                                            | B 737-86J                                           | 1                      | 1 |                        |
| Boeing 747                           | Stati Uniti            | aerei da trasporto                                                            | B 747-4F6B 747-4PB                                  | 1                      | 1 |                        |
| Boeing 767                           | Stati Uniti            | aerei da trasporto                                                            | B 767-4FS (ER)                                      | 1                      | 1 |                        |
| Gulfstream G.1159C Gulfstream IV-SP  | Stati Uniti            | aerei da trasporto                                                            | G. 1159C                                            | 1                      | 1 |                        |
| British Aerospace BAe 146            | Regno Unito            | aereo da trasporto VIP                                                        | RJ85RJ100RJ70                                       | 21                     | 2 BAe 146-RJ85 e 1 BAe 146-RJ100. Un BAe 146-RJ70 usato ordinato all'inizio del 2021 e consegnato il 27 agosto dello stesso anno. |                        |
| Aerei da addestramento               |                        |                                                                               |                                                     |                        | |                        |
| BAe Hawk                             | Regno Unito            | aerei da addestramento                                                        | Hawk Mk.129                                         | 6                      | 6 Hawk Mk. 129 dotati di una turboventola Adour Mk 951, ordinati nel luglio del 2002. |                        |
| Slingsby T-67 Firefly                | Regno Unito            | aerei da addestramento                                                        | T-67M-260                                           | 3                      | |                        |
| Elicotteri                           |                        |                                                                               |                                                     |                        | |                        |
| Agusta-Bell 212                      | Italia                 | elicotteri utility                                                            | AB212                                               | 21                     | |                        |
| MBB Bo 105                           | Germania               | elicotteri utility                                                            | Bo 105C                                             | 4                      | |                        |
| Sikorsky UH-60 Black Hawk            | Stati Uniti            | elicotteri utility                                                            | WS-70AUH-60LUH-60M                                  | 18                     | 1 WS-70A di costruzione Westland consegnato nel 1996. 2 UH-60L consegnati nel 1991. 9 UH-60M ordinati a giugno 2007. Il primo UH-60M consegnato nel dicembre del 2009. |                        |
| Bell AH-1Z Viper                     | Stati Uniti            | elicottero d'attacco                                                          | AH-1Z                                               | 12                     | 12 AH-1Z ordinati a novembre 2018, con consegne a partire dal 2022. Insieme agli elicotteri saranno acquistati i missili anticarro Lockfire Martin AGM-114 Hellfire, il sistema per razzi guidati della BAE Systems Advance Precision Kill Weapon System (APKWS) ed il sistema di visualizzazione montato su casco TopOwl della Thales. I primi due esemplari consegnati il 26 luglio 2022. Tutti consegnati al maggio 2023. |                        |
| Bell 505                             | Stati Uniti            | elicottero da addestramento                                                   | Bell 505                                            | 3                      | 3 Bell 505 consegnati a febbraio 2023. |                        |
| Bell AH-1 Cobra                      | Stati Uniti            | elicottero d'attaccoelicottero da addestramento                               | AH-1FBTAH-1P                                        | 176                    | 14 AH-1E ex US Army e 6 TAH-1P acquisti nel 1995, con questi ultimi configurati per il ruolo di addestramento senza alcuna capacità di trasportare cannoni o armi. Ulteriori 10 AH-1E ricondizionati dall'Esercito americano ricevuti nel 1997, ma alcuni dei quali rimandati indietro, perché fu riscontrata la loro obsolescenza e ritenuti in cattive condizioni. 12 AH-1F consegnati nel 2002, dotati di apparecchiature agli infrarossi per la visione diurna e notturna (C-NITE), di un computer per il controllo della missione e capacità missilistica filoguidata. Ritirati gli AH-1E (molti utilizzati come fonte di pezzi di ricambio), fu deciso, nel giugno del 2015, di aggiornare i restanti AH-1E ed i 12 AH-1F allo standard AH-1FB. Il contratto per l'aggiornamento fu assegnato alla turca TAI con il quale 17 AH-1F venivano aggiornati con sistemi avionici già operativi sull'elicottero da combattimento della turco T129. L'aggiornamento includeva: una torretta elettro/ottica a infrarossi Aselsan ASELFLIR 300T montata sulla parte superiore del muso, due display multifunzione nell'abitacolo anteriore, sistemi per la visione notturna, lanciatori quadrupli per missili a guida laser Roketsan Cirit su entrambi i lati. |                        |
| Sikorsky S-92 Helibus                | Stati Uniti            | elicottero da trasporto VIP                                                   | S-92A                                               | 1                      | 1 S-92A in configurazione da trasporto VVIP ordinato a novembre 2007 ed entrato in servizio nel 2008. |                        |

## Aeromobili ritirati
- Bell AH-1E Cobra - 24 esemplari (1995-?)[26][23][3][2]